# トリビュート・アルバム
トリビュート・アルバム（英: tribute album）は、功績のある人物、グループに対して称賛するために作られるアルバムのこと。複数のミュージシャンによって対象となるミュージシャンの曲をカバーしたコンピレーション・アルバムのような形式になることが多い。

## 概要
トリビュートとは「称賛・賛辞・貢物」といった意味であり、自分自身に大きく影響を与えたり、尊敬していたり、憧憬の存在であったりするアーティストに対して敬意を表すアルバムであることを示唆する呼称。ミュージシャン以外では手塚治虫（ATOM KIDS）、アイルトン・セナのトリビュート・アルバムが製作された（A Tribute To Ayrton Senna）。

## 歴史
「トリビュート・アルバム」という言葉が日本のマスメディアで取り上げられるようになったのは1997年頃。1997年8月16日の日本経済新聞に「トリビュート・アルバムー古い音源への興味高まる（ヒット直送便）」との記事が掲載される。
内容は「いま、CD店の推奨盤コーナーには、若いアーティストの最新作とともに往年の大スターのアルバムが積まれている。例えば若大将『加山雄三』、ロック歌謡の草分け『西城秀樹』、日本のロックギタリストの重鎮『Char』…。と言っても、これらのCDで実は本人たちは一曲も歌っていない。帯を見れば、「トリビュート・アルバム」とある。『トリビュート』。英語で『尊敬の辞』『ささげ物』などという意味だ。こうしたCDはみな、そのスターのファン、つまりそれを聴いて育った世代のミュージシャンたちが、オリジナルを新たに編曲し、吹き込み直したカバーバージョン集なのだ。槇原敬之が加山雄三の『お嫁においで』を、サンプラザ中野が西城秀樹の『ちぎれた愛』をアバンギャルドなアレンジで絶唱し、藤井フミヤがCharの『気絶するほど悩ましい』をパンク風にシャウトしている。それぞれのミュージシャンがオリジナルを自分流に消化して、そこから新たな魅力を醸し出す。トリビュートはそもそも、洋楽で盛んに作られてきた。レコード会社の枠を超えてアーティストが集まり、自分たちの音楽に影響を与えたスーパースターに捧げるアルバムを作る企画だ。しかし今、日本の音楽業界は「今後は和製トリビュートの波が来る」と予測している。若い音楽ファンの間で古い音源への興味が高まっていることがこの背景にある。レコード会社側にも『次の時代に受け継がれていくもの』として、日本のスタンダード・ナンバーを作ろうという機運があるようだ。大手CD店は「トリビュートものはタイトル数で増えており、積極的にプロモートしている」（山野楽器）と話す。かつての時代をそのスターと共有した者にとっては懐かしき再会の歌、そこに新しい息吹を与える若者にとっては新鮮な過去との出会い…。どうやらマーケットの二重性がトリビュート・アルバムのムーブメントを推し進めているようだ」。
1999年にhideのトリビュート・アルバム『hide TRIBUTE SPIRITS』がトリビュート・アルバムとして初めてオリコンチャートの1位を獲得。2005年に『NANA』のトリビュート・アルバム『LOVE for NANA 〜Only 1 Tribute〜』が、作品に対するトリビュート盤として初めてオリコンチャートTOP3入り（2位）を獲得した。

## 主な作品

### ミュージシャンを取り上げたトリビュート盤

#### あ行
- ASIAN KUNG-FU GENERATION
  - AKG TRIBUTE （2017年）[6]
- THE ALFEE
  - 五十年祭（2024年）[7]
- THE YELLOW MONKEY
  - THIS IS FOR YOU〜THE YELLOW MONKEY TRIBUTE ALBUM （2009年）[8]
- いとうせいこう
  - 再建設的 （2016年）[9]
  - with you（2017年）[10]
- 井上陽水
  - YOSUI TRIBUTE（2004年）
  - 井上陽水トリビュート（2019年）[11]
- ウルフルズ
  - ウルフルズTribute 〜Best of Girl Friends〜（2016年）[12]
- HY
  - CHANPURU STORY ～HY tribute～ （2018年）[13]
- ELLEGARDEN
  - ELLEGARDEN TRIBUTE（2022年）[14]
  - OFF THE WALL -ELLEGARDEN TRIBUTE-（2023年）
- エレファントカシマシ
  - カヴァーアルバム 花男 ～A Tribute to The Elephant Kashimashi～ （2003年）
  - カヴァーアルバム2 ～A Tribute to The Elephant Kashimashi～ （2013年）
  - カヴァーアルバム3 ～A Tribute to The Elephant Kashimashi～ （2018年）[15]
- 奥田民生
  - 奥田民生・カバーズ （2007年）
  - 奥田民生・カバーズ2 （2013年）
- 尾崎豊
  - "BLUE" A TRIBUTE TO YUTAKA OZAKI （2004年）[16]
  - "GREEN" A TRIBUTE TO YUTAKA OZAKI （2004年）[17]
- 小田和正
  - 言葉にできない〜小田和正ベストカバーズ〜 （2011年）[18]

#### か行
- カーペンターズ
  - イフ・アイ・ワー・ア・カーペンター〜カーペンターズに捧ぐ （1994年）[19]
- ガーリック・ボーイズ
  - tribute to GARLIC BOYS （2006年）[20]
- 加山雄三
  - 60 CANDLES （1997年）
  - Respect KAYAMA YUZO （2017年）[21]
- 氣志團
  - All Night Carnival （2022年）[22]
- 銀杏BOYZ
  - きれいなひとりぼっちたち （2016年）[23]
- クラムボン
  - Why not Clammbon!? （2014年）[24]
- クリープハイプ
  - もしも生まれ変わったならそっとこんな声になって（2024年）[25]
- くるり
  - くるり鶏びゅ〜と （2009年）[26]
- GO!GO!7188
  - GO!GO!7188 Tribute - GO!GO! A GO!GO! （2011年）[27]
- COIL
  - 10th Anniversary Songs〜Tribute to COIL〜 （2008年）[28]
- ゴスペラーズ
  - BOYS meet HARMONY（2019年）[29]
- 米米CLUB
  - 浪漫飛行 トリビュートアルバム （2023年）[30]

#### さ行
- ZARD
  - d-project with ZARD（2016年）
  - ZARD tribute（2019年）
  - ZARD tribute II（2020年）
  - ZARD tribute Best Selection （2024年）[31]
- 坂本真綾
  - REQUEST （2015年）[32]
- さだまさし
  - みんなのさだ （2023年）[33]
- Salyu
  - Salyu 20th Anniversary Tribute Album "grafting"（2024年）
- 椎名林檎
  - アダムとイヴの林檎 （2018年）[34]
- シド
  - SID Tribute Album -Anime Songs- （2023年）[35]
- ジャパン
  - Life in Tokyo: a tribute to Japan （1996年）[36]
- SCAFULL KING
  - GIFT (TRIBUTE TO SCAFULL KING) （2008年）[37]
- スガ シカオ
  - AC2007ライブ Tribute to スガ シカオ （2007年）[38]
- スキマスイッチ
  - みんなのスキマスイッチ （2024年）[39]
- ストレイテナー
  - PAUSE 〜STRAIGHTENER Tribute Album〜 （2017年）[40]
- スナッフ
  - Yowavinalaaaafincha? （2008年）[41]
- スピッツ
  - 一期一会 Sweets for my SPITZ （2002年）
  - JUST LIKE HONEY ～『ハチミツ』20th Anniversary Tribute～ （2015年）[42]
- 聖飢魔II
  - 非公認! 聖飢魔IIカヴァーアルバム VOICE（2006年）
  - Tribute to 聖飢魔II -悪魔との契約書-（2010年）

#### た行
- チャットモンチー
  - CHATMONCHY Tribute 〜My CHATMONCHY〜[43]
- the telephones
  - We are DISCO!!!～tribute to the telephones～ （2015年）[44]
- 東京スカパラダイスオーケストラ
  - 楽園十三景 （2019年）[45]
- TRICERATOPS
  - TRIBUTE TO TRICERATOPS （2020年）[46]
- Dragon Ash
  - 25 -A Tribute To Dragon Ash- （2023年）[47]

#### な行
- 仲井戸麗市
  - OK!!! C'MON CHABO!!! （2011年）
- ニルヴァーナ
  - NEVERMIND TRIBUTE （2012年）[48]
- ノー・ユース・フォー・ア・ネイム
  - !LECHE CON COVER! -A Tribute To NO USE FOR A NAME- （2010年）[49]

#### は行
- HUSKING BEE
  - HUSKING BEE （2007年）[50]
  - LIV-ING HUSKING BEE-ING - TRIBUTE TO HUSKING BEE （2007年）[51]
- BACK DROP BOMB
  - The Broccasion -music inspired by BACK DROP BOMB （2014年）[52]
- 服部良一
  - 世紀のうた・心のうた -服部良一トリビュート- （2024年）[53]
- バディ・ホリー
  - リッスン・トゥ・ミー:バディ・ホリー （2011年）[54]
- 林哲司
  - 50th Anniversary Special A Tribute of Hayashi Tetsuji - Saudade – （2023年）[55]
- the band apart
  - tribute to the band apart （2018年）[56]
- hide
  - hide TRIBUTE SPIRITS（1999年）[5]
  - hide TRIBUTE II Visual SPIRITS（2013年）[57]
  - hide TRIBUTE III Visual SPIRITS（2013年）[58]
  - hide TRIBUTE IV Classical SPIRITS（2013年）[59]
  - hide TRIBUTE V PSYBORG ROCK SPIRITS（2013年）[59]
  - hide TRIBUTE VI Female SPIRITS（2013年）[60]
  - hide TRIBUTE VII Rock SPIRITS（2013年）[60]
  - hide TRIBUTE IMPULSE（2018年）[61]
- the pillows
  - SYNCHRONIZED ROCKERS （2004年）[62]
  - ROCK AND SYMPATHY （2014年）[63]
- 双葉双一
  - 双葉双一トリビュートアルバム〜He’s not there （2023年）[64]
- bloodthirsty butchers
  - WE LOVE BUTCHERS - BLOODTHIRSTY BUTCHERS TRIBUTE ALBUM （1999年）[65]
  - WE LOVE BUTCHERS - BLOODTHIRSTY BUTCHERS TRIBUTE ALBUM (INDIE VERSION) （1999年）[66]
  - Yes, We Love butchers ～Tribute to bloodthirsty butchers～ Abandoned Puppy（2014年）
  - Yes, We Love butchers ～Tribute to bloodthirsty butchers～ Mumps（2014年）[67]
  - Yes, We Love butchers ～Tribute to bloodthirsty butchers～ Night Walking（2014年）
  - Yes, We Love butchers ～Tribute to bloodthirsty butchers～ The Last Match （2014年）
- フラワーカンパニーズ
  - 深夜高速 -生きててよかったの集い- （2009年）
  - I ♥FC MORE THAN EVER （2014年）[68]
- THE BLUE HEARTS
  - THE BLUE HEARTS 2002 TRIBUTE （2002年）[69]
  - THE BLUE HEARTS SUPER TRIBUTE （2003年）[70]
  - RESPECT!!! THE BLUE HEARTS -A Reggae Tribute to THE BLUE HEARTS- （2010年）[71]
  - THE BLUE HEARTS "25th Anniversary" TRIBUTE （2010年）[72]
  - VOCALOID tribute to THE BLUE HEARTS （2011年）[73]
  - THE BLUE HEARTS TRIBUTE HIPHOP ALBUM『終わらない歌』 （2018年）[74]
- BOØWY
  - BOØWY Tribute（2003年）[75]
  - BOØWY Respect（2003年）[75]

#### ま行
- 松田聖子
  - ROMANTIQUE （1991年）
  - SEIKO BALLADS 〜SWEET MEMORIES〜 （2004年）
  - Jewel Songs 〜Seiko Matsuda Tribute & Covers〜 （2006年）
- 松任谷由実
  - アイム・ユア・ファン〜Tribute to 松任谷由実 （1992年）[76]
  - Dear Yuming （1999年）
  - Queen's Fellows （2002年）[77]
- 松本隆
  - 風街に連れてって! （2021年）[78]
- まふまふ
  - 〜転生〜 （2022年）[79][80]
- マリアンヌ・フェイスフル
  - The Faithful：A Tribute to Marianne Faithfull （2023年）[81]
- 美空ひばり
  - 美空ひばりトリビュート Respect HIBARI -30 years from 1989- （2019年）[82]
- 三宅伸治
  - ソングライター （2017年）
- MONGOL800
  - 800TRIBUTE -champloo is the BEST!!- （2018年）[83]
  - 800TRIBUTE –champloo is the BEST!!2- （2023年）[84]

#### や行
- 山口百恵
  - 山口百恵トリビュート Thank You For…（2004年）[5]
- 山崎まさよし
  - HOME〜山崎まさよしトリビュート〜 （2010年）[85]
- YUI
  - SHE LOVES YOU （2012年）[86]
- UNICORN
  - ユニコーン・トリビュート （2007年）
  - ユニコーン・カバーズ （2013年）
- UNISON SQUARE GARDEN
  - Thank you, ROCK BANDS!（2019年）

#### ら行
- ラグワゴン
  - Let's Talk About Origins -A Tribute To LAGWAGON- （2010年）[87]
- L'Arc〜en〜Ciel
  - L'Arc〜en〜Ciel Tribute （2012年）[88]

#### わ行
- 和田アキ子
  - アッコがおまかせ ～和田アキ子 50周年記念 トリビュート・アルバム～ （2018年）[89]

### 作品を取り上げたトリビュート盤
- 『ガンダムシリーズ』
  - ガンダムトリビュート from Lantis（2009年）[90]
- 『キングダム ハーツ』シリーズ
  - KINGDOM HEARTS トリビュートアルバム （2015年）[91]
- 『スタジオジブリ作品』
  - ジブリをうたう （2023年）[92]
- 『NANA』
  - LOVE for NANA 〜Only 1 Tribute〜（2005年）[5]
- 『美少女戦士セーラームーン』
  - 美少女戦士セーラームーンTHE 25TH ANNIVERSARY MEMORIAL TRIBUTE （2018年）[93]
- 『ファイナルファンタジー』シリーズ
  - FINAL FANTASY TRIBUTE ～Thanks～ （2012年）[94]
- 『グレイテスト・ショーマン』
  - グレイテスト・ショーマン：リイマジンド（2018年）[95]